# 法老鵰鴞
法老鵰鴞（學名：Bubo ascalaphus），又名荒漠鵰鸮，是鸱鸮科鵰鸮属下的一個物種，屬於小型的鵰鴞，主要分布於阿拉伯半島中部與非洲北部。

## 外部連結

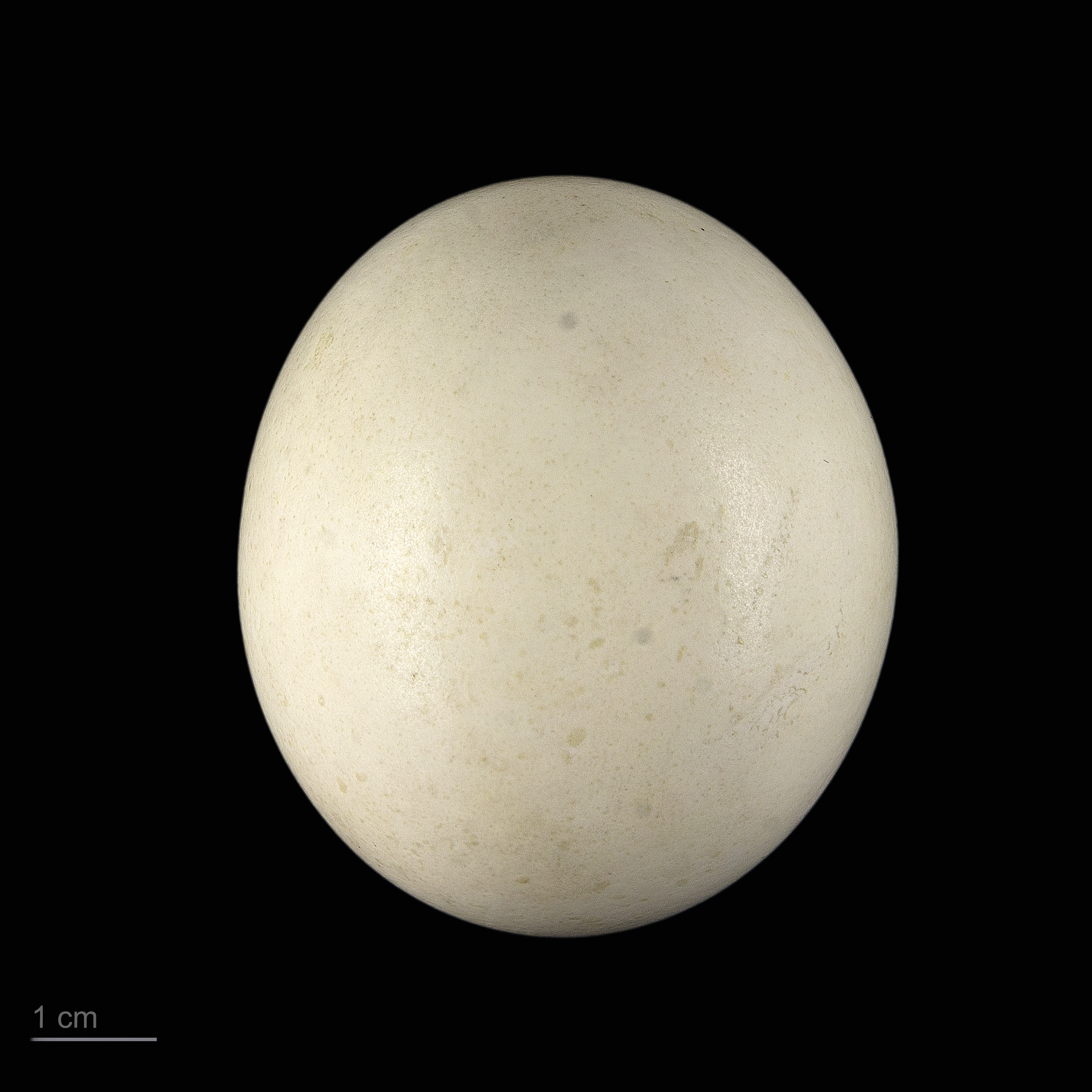
卵 Bubo ascalaphus

- BirdLife International (2009) Species factsheet: Bubo ascalaphus. Downloaded from http://www.birdlife.org on 25/1/2010